# Gmina Tõlliste
Gmina Tõlliste (est. Tõlliste vald) – gmina wiejska w Estonii, w prowincji Valga.
W skład gminy wchodzi:
- 2 miasta: Tsirguliina, Laatre,
- 13 wsi: Sooru, Tagula, Iigaste, Jaanikese, Korijärve, Muhkva, Paju, Rampe, Supa, Tinu, Tõlliste, Vilaski, Väljaküla.